# Биосемиотика
Биосемио́тика — наука, исследующая свойства знаков и знаковых систем (знаковые процессы) в живых системах.
Биосемиотика, согласно одному из определений — «достаточно самостоятельная и относительно замкнутая область междисциплинарных исследований, лежащая на пересечении биологии и семиотики и занимающаяся изучением свойственных организмам знаковых систем. Последние характеризуются наличием у них плана выражения и плана содержания, между которыми существует причинно не детерминированная связь. В результате знаковым системам свойственны явления синонимии и омонимии.
Биосемиотика исследует знаковые системы различных уровней — молекулярно-биологического (генетический код), внутриклеточного (сигнальные пептиды), межклеточного (медиаторы, иммунные взаимодействия), внутриорганизменного (гормоны, условно-рефлекторные реакции) и межорганизменного (телергоны, феромоны, аттрактанты)». Также биосемиотика исследует проблематику, связанную с проблемой существования языка и мышления у животных.

## История
Первые основные концепции биосемиотики (ещё не вводя сам этот термин) сформулировал в 1940 году своих работах немецкий биолог, живший в Эстонии — Якоб фон Икскюль (нем. Jakob von Uexküll). Сам термин «биосемиотика» появился значительно позже, в 1963 году: впервые его ввёл в научный оборот специалист по нейроанатомии, медицинской психологии и психиатрии Фридрих Соломон Ротшильд (Friedrich Salomon Rothschild, 1899–1995).